# Manuel Bidermanas
 (juin 2024).
Si vous disposez d'ouvrages ou d'articles de référence ou si vous connaissez des sites web de qualité traitant du thème abordé ici, merci de compléter l'article en donnant les références utiles à sa vérifiabilité et en les liant à la section « Notes et références ».
Manuel Bidermanas, né en 1938 à Paris 9e, est un photojournaliste, photographe et journaliste français.

## Biographie
Après son service militaire accompli au Service photographique et cinématographique des Armées en Algérie comme photographe de guerre (une citation), Manuel Bidermanas est entré à Jours de France. Puis il a travaillé au Nouveau Candide, à l'agence Dalmas, aux Reporters associés… En 1965, il a rejoint l'hebdomadaire L'Express où il est resté jusqu'en 1972, avant de participer en 1972 à la création de l'hebdomadaire Le Point. Il a quitté ce magazine en 1992 pour aller diriger l'agence Sygma.
On lui doit, entre autres, des photographies très reprises d'événements politiques et sociaux, comme Mai 1968, des images exclusives de François Mitterrand dans son intimité à Latche, de Pierre Soulages à Sète, de Paul Delvaux.
Fils du photographe Izis, Manuel Bidermanas est commissaire d'expositions de photographies.